# San Fernando (Trindade e Tobago)
San Fernando é uma cidade de Trindade e Tobago localizado ao sudoeste da ilha de Trindade.
De acordo com censo de 2011 a população de San Fernando estimada era 50.208 habitantes.